# میر آقابیک
میر آقابیک، روستایی از توابع بخش مرکزی شهرستان تایباد در استان خراسان رضوی ایران است.

## جمعیت
این روستا در دهستان پایین ولایت قرار دارد و براساس سرشماری مرکز آمار ایران در سال ۱۳۸۵، جمعیت آن ۴۳۰ نفر (۸۷خانوار) بوده‌است.